# Теория сатисфакции
Теория сатисфакции (от лат. Satisfactio) — в христианском богословии сложная теория, обнимающая собой целую группу догматических вопросов.
В противоположность православному учению, в римском католичестве главный постулат теории сатисфакции, из которого развиваются все её частные пункты, состоит в том, чтобы независимо от усвоения благодати искупления всякий произвольный грех был отмщён человеку на нём же самом в меру виновности его перед Богом. Бог, по католической доктрине, не может примириться с человеком ради одних только искупительных заслуг Христовых. Он мстит людям за их произвольные грехи, карает их. Ради голгофской жертвы человек освобождается от вечных наказаний. Но и при отпущении человеку греха на нём остаётся ещё некоторый долг, для полного погашения которого он должен принести Богу свой собственный выкуп, вытерпеть известную меру временных наказаний. Этот выкуп обязательно должен быть пропорционален с мерой грехов и называется сатисфакцией, или удовлетворением. С этой точки зрения католическая теория объясняет прежде всего факт земных скорбей.
По православному верованию, конечной целью земных скорбей служит вразумление человека, обуздание его воли, пресечение греха, исправление. Господь наказывает людей, движимый не гневом, а благостно, не мщением, а любовью.
Первые семена идей, нашедших место в римско-католической теории сатисфакции, встречаются у александрийских богословов (Климента Александрийского, Оригена) и Григория Нисского, а более полное их развитие — у Тертуллиана, Киприана Карфагенского, Амвросия Медиоланского, блаженного Августина и Григория Двоеслова. В настоящем виде теория сатисфакции утвердилась в догматике католической церкви со времён Тридентского собора (1545).

## Должная кара в меру греха
Под термином «сатисфакции» (удовлетворения) Богу со стороны человека в римском католичестве разумеется собственно составная часть таинства покаяния, стоящая рядом с тремя другими:
- contritio (сокрушение о грехах);
- confessio (устное исповедание грехов);
- absolutio (разрешение кающегося от грехов).

По воззрениям католиков, наисущественный смысл земных скорбей состоит в возмездии, в каре. Если земные скорби стоят ниже меры грехов, то наказания ожидают людей и за пределами гроба, в чистилище. Вопреки древнецерковным каноническим постановлениям, по которым епитимии имеют значение врачевания, исправления, католицизм видит в исповедальне карательный трибунал, из которого никто не может выйти с полным отпущением грехов; духовник должен заботиться не столько об исправлении кающихся, сколько о том, чтобы кающиеся понесли должную кару в меру греха. Самое ужасное применение эти идеи нашли в инквизиции.

## Самонаказание и меркантильно-юридическая сделка
Положение, в силу которого за всякий грех должно быть принесено Богу должное удовлетворение или понесено соразмерное наказание, придаёт своеобразный характер учению о добрых делах, рассматриваемых не только как удовлетворение, но и как самонаказание. Христианин должен наказывать себя разными лишениями и подвигами, чтобы утолить гнев грозного Бога. Заставляя смотреть на добродетель как на самонаказание, теория сатисфакции этим самым её унижает: добродетель перестаёт быть свободным подвигом, выражением той жажды к добру, которая свойственна сердцу, согретому любовью к Богу. Христианские подвиги принимают характер рабского труда, к которому человек обращается вынужденно, под влиянием страха. Отсюда мрачный характер средневековой морали, нередко переходившей в изуверство и самоистязание.
С другой стороны, подвиги благочестия приобретают в католической теории характер меркантильно-юридической сделки, свойственной только рабу, который вначале трепещет пред своим господином, а потом готов затеять с ним тяжбу. Так как мера временных наказаний определяется степенью греховности, то и подвиги благочестия должны иметь количественное отношение к греховным поступкам. Таким образом возникла мысль о сверхдолжных заслугах, сокровищница которых состоит в распоряжении папы и значительно увеличивает его могущество. При системе индульгенций дефицит заслуг покрывается обыкновенно избытками удовлетворений, доставленных святыми, но распределять этот избыток между верующими никто не имеет права, кроме папы.